# Jean-Baptiste Nouvion
Pour les articles homonymes, voir Nouvion (homonymie).
Jean-Baptiste Nouvion (1833 à Vars-sur-Roseix -1898 à Vars-sur-Roseix) est un préfet du Second Empire et propriétaire foncier en Algérie. Il est à l'origine du succès de la liqueur amère Picon, primée en 1862 à l'Exposition universelle de Londres.

## Carrière
Entré dans la carrière préfectorale, il débute comme chef de cabinet des préfets du Var et de la Vienne, puis de son oncle Gustave Mercier-Lacombe, directeur-général des Services civils de l'Algérie et conseiller d'État. De 1859 à 1861, Jean-Baptiste Nouvion est le plus proche collaborateur de Gustave Mercier-Lacombe qui a la responsabilité des affaires civiles de l'Algérie au côté du gouverneur général. Bien que plus jeune, Nouvion entretient des relations très amicales avec le maréchal Aimable Pélissier, duc de Malakoff et travaille à ses côtés pour la préparation du budget de l'Algérie qui est présenté au Conseil d'État.
À la mort du maréchal Pélissier en 1864, la direction générale des affaires civiles est supprimée et l'établissement du budget revient au Ministère de la Guerre. 

### Le sous-préfet de Philippeville Nouvion et la médaille de l'amer Picon (1862)
Jean-Baptiste Nouvion est sous-préfet de Philippeville (Algérie) de 1862 à 1870. Il accueille l'empereur Napoléon III lors de son escale le 28 mai 1865 (c'est le second voyage de l’Empereur en Algérie) et l'accompagne tout au long de sa visite dans la province. 
Le journal L'Illustration (24 mai 1930) raconte comment, grâce à l’entêtement du sous-préfet Nouvion, l'apéritif Picon obtient une médaille de bronze à l’Exposition Universelle de Londres en 1862. En prévision de cette exposition, le gouvernement de l’Algérie invite les industriels français à participer et Jean-Baptiste Nouvion, alors sous-préfet de Philippeville, ne manque pas d'insister auprès de Gaétan Picon pour qu'il y présente sa boisson. Mais l'importance de ces manifestations n'étant pas encore perçue de tous, Gaétan Picon fait la sourde oreille. Le sous-préfet, entêté, prend alors sur lui d'expédier une caisse d'Amer algérien à Londres à l'insu du fabricant.
À la grande surprise du sous-préfet et de Gaétan Picon, cette présentation est couronnée de succès, puisqu'elle obtient une médaille de bronze, récompense considérable pour l'époque qui fera la fortune de Gaétan Picon,

### Révocation à la chute de l'Empire et retour en métropole
La proclamation de la République et la chute de l'Empire provoquent la cessation des fonctions de Jean-Baptiste Nouvion comme représentant du gouvernement impérial. 
Philippeville connait une brève période de troubles au cours de laquelle Jean-Baptiste Nouvion doit réaffirmer qu'il n'a d'ordre à recevoir que du gouvernement légal. 
L'ouvrage consacré à Gustave Mercier-Lacombe relate comment le sous-préfet Nouvion, au cours d'une de ces journées de troubles saisit un excité sur le perron de la préfecture et lui en fit rouler toutes les marches au milieu des applaudissements de la foule gagnée par son attitude courageuse. Rentré en France, il est nommé intendant militaire de décembre 1870 à juillet 1871 puis sous-préfet de Saint-Nazaire.

### Préfet d'Oran de 1873 à 1879
Il retourne en Algérie comme préfet d'Oran, poste qu'il occupe de 1873 à 1879. À ce poste, il fait partie des rares préfets d'Empire reconduits sous la République.
Dans ce département, il encourage vivement la viticulture, préconise la création de comptoirs d’escompte pour faciliter le crédit aux colons et enfin propose la création de sociétés de colonisation par l’initiative privée. Ces différentes actions font l'objet de plusieurs circulaires qui reçoivent une grande publicité et l'approbation unanime, à une exception près, de la presse algérienne. Mis en indisponibilité, il est rappelé à l'activité comme commissaire enquêteur du service de la propriété indigène en Algérie, puis de nouveau admis à faire valoir ses droits à la retraite., Il meurt en 1898 des suites d'une crise de paludisme qu'il avait contracté en Algérie.
Théogène Monbrun, à la séance du Conseil général d'Oran, le 7 octobre 1899, déclare «qu'en aucune période depuis la conquête, et dans un espace de six ans, il n'a été fait en Oranie un effort plus considérable» : création de villages, ouverture de routes, construction de barrages, plantations d'arbres, aménagement des eaux. 
Les volumes du conseil général et des rapports annuels du département d’Oran de 1873 à 1879 outre le centre  de Nouvion, témoignent de :
- l’agrandissement des centres de Ouillis, Inkermann, Tiffilès, Sidi-Lhassen, Saint-Aimé, Habra, Oued Taria, Aïn Feka Zarauela, et Terny,
- et la création des centres de Chabat el Leham, Hammam Bou Hadjar, Arlal, Bou-Henni, l’Ouggaz, Saint-Lucien, Mocta Douz, Blad Touaria, Sirat, Sahouria, Cassaigne, Bosquet, Renault, Hamodéna, El Romri, Oued Djemâa, les Silos, Froha, Palikao, Maoussa, Oued-aria, Franchessi, Aïn Farès, Thiersville, Mercier-Lacombe, El Keçar, Lamtar, Aïn el Hadhar, Tabia, Oued Imbert, Aïn Fezza et Tekbalet.

## Propriétaire des forêts de chênes-lièges et mines de zinc et plomb argentifère de l'Oued Oudina
En 1864, alors sous-préfet de Philippeville, il fit l’acquisition de 2.425 hectares de forêt de chênes lièges situés à quelques kilomètres de Philippeville sur la presqu'île de Collo. 
La qualité des récoltes assura la fortune du préfet qui fournit en liège les caves de champagne de Louis Roederer et des grands magasins parisiens. Jean-Baptiste Nouvion fut tenté en 1875 de céder les forêts et la mine au baron Simon Philippart, propriétaire de la banque Franco-Hollandaise. Le gain était susceptible d’être doublé voire même triplé, s’il était investi dans l’acquisition de villas et de terrains à Cannes où la spéculation fleurissait sous l’œil intéressé des notaires cannois.
Ses enfants exploiteront les forêts de chênes-lièges et les mines via les Société forestière de l'Oued Oudina et Société des mines de l'Oued Oudina jusqu'en 1965.

## Distinctions
- Pour perpétuer son souvenir, un village d'Oranie porta le nom de Nouvion, rebaptisé après l'indépendance El Ghomri[7].,
- Officier de la Légion d'honneur, décoré par l'Empereur Napoléon III le 6 juin 1865 pour services exceptionnels rendus à la colonisation
- Médaille d'Honneur de 1re classe pour actes de dévouement au cours d'une épidémie à Draguignan, 1862
- Officier de l'Instruction publique
- Commandeur de l'Ordre d'Isabelle la Catholique
- Grand officier de l'Ordre de Charles III d'Espagne
- Grand officier du Nichan Iftikhar (Tunisie)

## Publication
Situation au 31 décembre 1878 du département d'Oran au point de vue de la colonisation, des nouveaux villages et de la constitution de la propriété présentée par M. Nouvion. Oran, impr. de Heintz, Artus et Cie, 1879

## Famille
Cette branche cadette des Novion de Champagne était établie dans le canton de Signy-le-Petit, jusqu’à la deuxième moitié du 18e siècle, époque à laquelle Mathieu de Nouvion (1726-1793), bisaïeul de Jean-Baptiste Nouvion, quitta cette région pour s’installer dans le Bas-Limousin grâce à un oncle qui s’y trouvait entrepreneur des travaux du roi et ingénieur de la marquise de Pompadour.

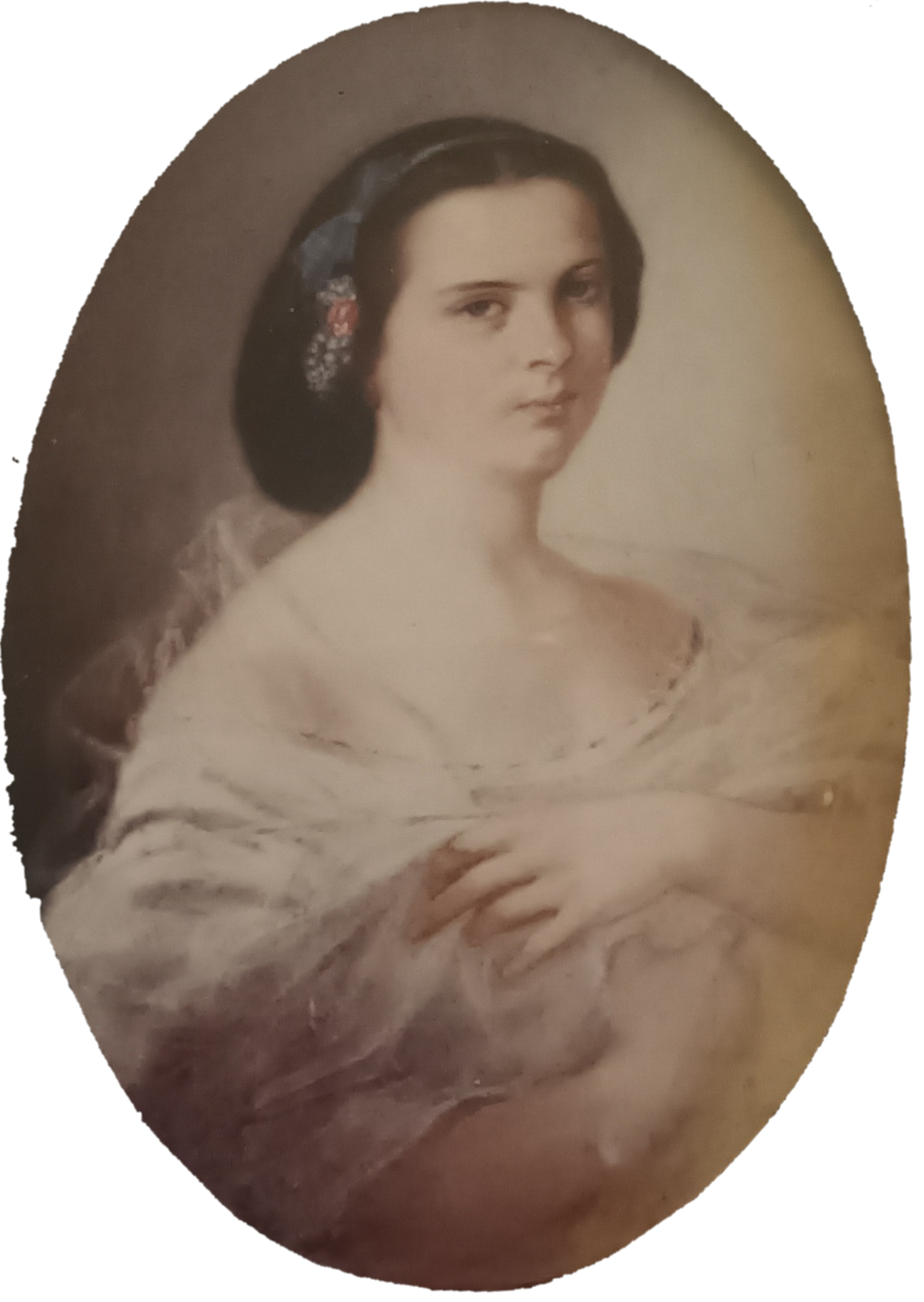
Claire Nouvion, née Chassériau du Chiron, par Hippolyte Lazerges vers 1860

Jean-Baptiste Nouvion épousa Claire Chassériau, fille du baron Charles-Frédéric Chassériau du Chiron et petite-fille d'Alexandre Warrain, armateur et maire de Marseille. 
Trois de leurs enfants contribuèrent aussi au développement économique de l’Algérie : 
- Henri Nouvion, président-directeur général et fondateur de la Banque de l’Afrique Occidentale.
- Georges Nouvion, président-directeur général de la Société Agricole Algérienne et administrateur du Crédit foncier d'Algérie et de Tunisie.
- Gustave Nouvion, directeur du Crédit Foncier d'Algérie et de Tunisie

Le dernier représentant en Algérie de cette famille, l'une des plus riches d'Alger, est Pierre Nouvion, assassiné en 1960 et cité à l'ordre de la Nation par le Premier ministre Michel Debré. Lui et son épouse Simone Nouvion, présidente de la Croix-Rouge d'Alger, animèrent dans leur villa d’El Biar un salon politique très influent,. La famille Nouvion exploite jusqu'en 1965 des mines de zinc et plomb argentifère (société des mines de l'Oued Oudina) ainsi que les forêts de chênes-lièges de l'Oued Oudina, fournissant en liège les caves du champagne Louis Roederer et des grands magasins parisiens.
La devise familiale est "Nous Vions et ne Dévions pas".